# Propagandakompani

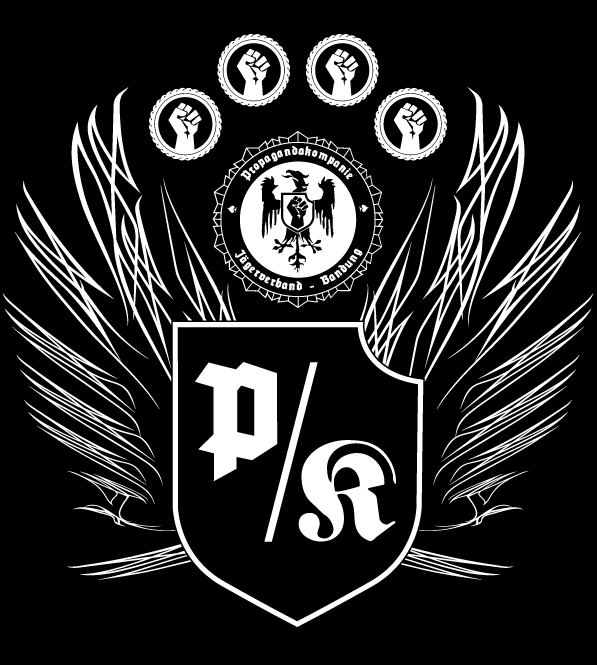
Förbandstecken för propagandatrupperna.

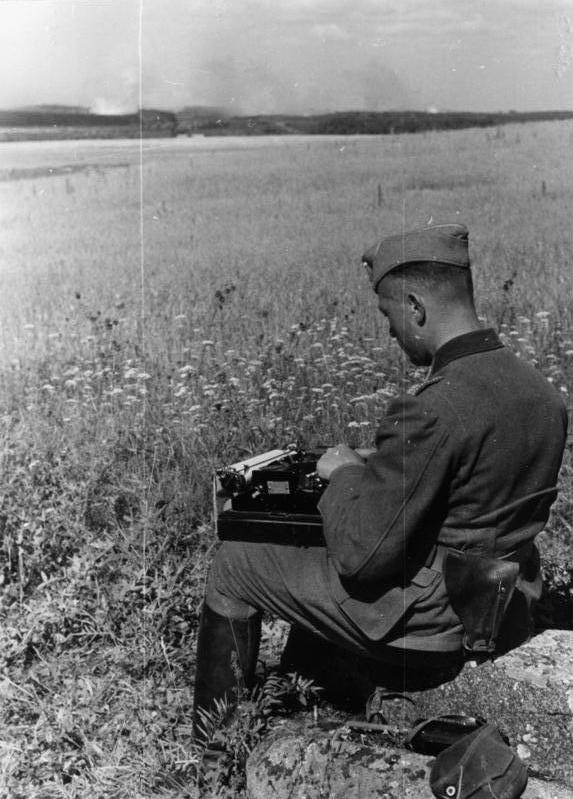
Stabsredaktör i fält. Estland, augusti 1941.

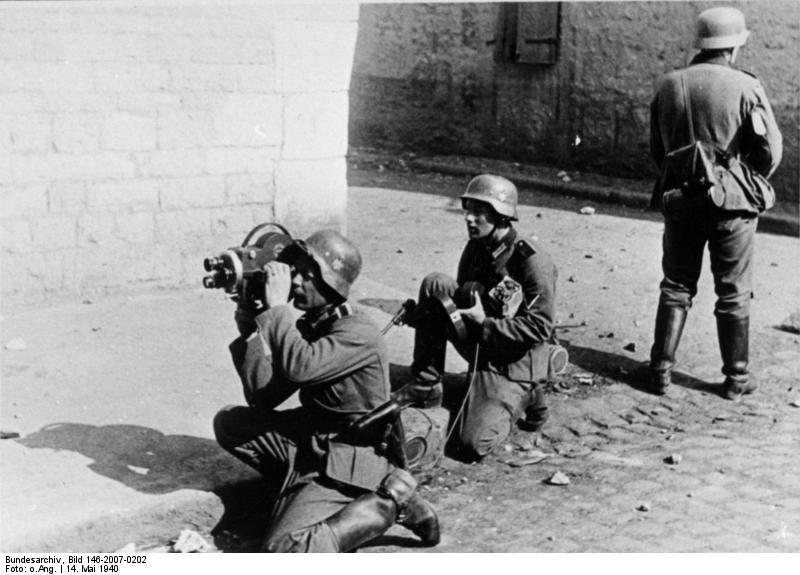
Filmgrupp filmar strid. Slaget om Frankrike 14 maj 1940.

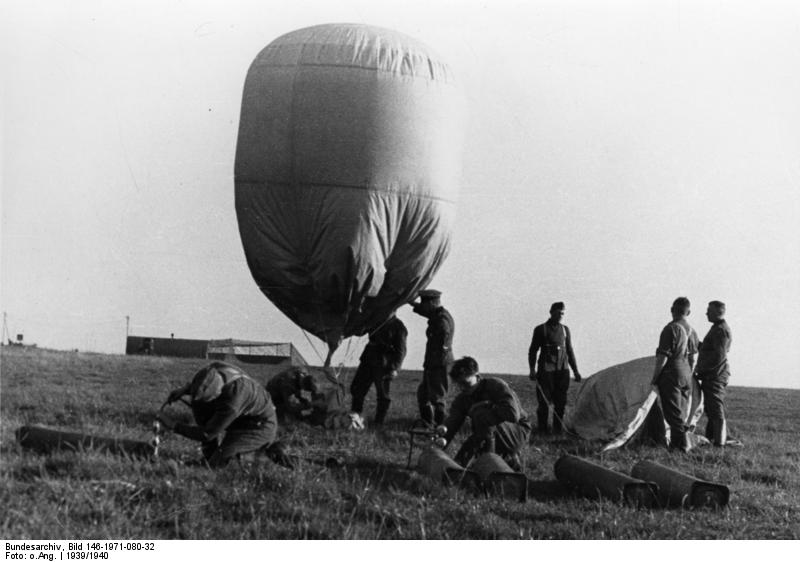
Ballong för spridning av flygblad. Västfronten 1939.

Propagandakompaniet var den grundläggande enheten i Wehrmachts propagandatrupper under andra världskriget.

## Organisation
Ett motoriserat propagandakompani (Propagandakompanie (mot.)) hade följande sammansättning.
- Stabsgrupp
- Lätt pluton x 2
- Tung pluton
- Propagandapluton
- Handräckningstropp
- Tross

En operativ pluton kunde ha följande organisation.
- Stabsgrupp
  - Plutonchef
  - Underofficer till förfogande
  - Expeditionsbiträde
  - Motorcykelordonnans
  - Fordonsförare
  - Tolk
- Redaktionsgrupp x 3, om vardera:
  - Gruppchef
  - Stabsredaktör
  - Stabsfotograf
  - Motorcykelordonnans
  - Fordonsförare
- Radiogrupp
  - Radioreporter
  - Tekniker
  - Fordonsförare

och/eller
- Filmgrupp
  - Kameraman
  - Andre kameraman
  - Fordonsförare

## Uppdrag
Propagandakompaniets uppdrag var följande.
- Krigskorrespondens
  - Tidningar
  - Bilder
  - Radio
  - Film
- Psykologiskt försvar
  - Högtalare
  - Musik
  - Nyheter
  - Film
  - Ideologisk fostran
- Psykologisk krigföring
  - Högtalare
  - Flygblad
  - Propagandaminor